# Fürfeld (Nadrenia-Palatynat)
Fürfeld – miejscowość i gmina w Niemczech, w kraju związkowym Nadrenia-Palatynat, w powiecie Bad Kreuznach, wchodzi w skład gminy związkowej Bad Kreuznach.

## Współpraca
Miejscowości partnerskie:
- Brachstedt, Saksonia-Anhalt
- Crissey, Francja